# 周三畏
周三畏（1103年—1181年），字正仲，南宋官员，官至大理卿，周敦颐后裔。
绍兴十一年（1141年），宰相秦桧指使谏官万俟卨论岳飞之罪，张俊又诬称岳飞旧将张宪谋反。十月十三，宋高宗将岳飞、岳云、张宪下大理狱，命御史中丞何铸、大理卿周三畏主持审理。十二月，何铸、周三畏因为证据不足，久久不给岳飞定罪；万俟卨主持审理，诬称岳飞自言自己与宋太祖都是三十岁建节，是指斥乘舆，还有受诏不救淮西之罪，赐死狱中。岳云、张宪杀于都市。绍兴十九年（1149年）周三畏由右朝请大夫出知婺州。